# Xylocopa caspari
Xylocopa caspari là một loài Hymenoptera trong họ Apidae. Loài này được van der Vecht mô tả khoa học năm 1953.